# レソト民主会議
レソト民主会議（レソトみんしゅかいぎ、英語: Lesotho Congress for Democracy, "LCD"）は、レソトの政党。議長はモツェチョア・メツィング（第3代）。レソト民主主義会議とも。

## 概要
1997年、バソトランド会議党を離党した首相のヌツ・モヘレによって結成。1998年の総選挙で圧勝する。同年にはモヘレの後継としてパカリタ・モシシリが第2代議長に就任。
2001年、ケレボネ・マオペが離党し、レソト人民会議を結成。2006年、一部議員が離党し全バソト会議を結成。しかしながら2002年、2007年の総選挙では過半数を維持する。2012年の総選挙では党内分裂により、過半数の60を大きく下回る26議席に後退した。しかし、どの政党も過半数に届かなかったため、全バソト会議党首のモツォアハエ・トーマス・タバネを首班とする連立政権が成立し、LCDも参加した。
2015年の総選挙では、前回をさらに下回る12議席に留まったが、民主会議と連立合意が成立し、同党の党首であるパカリタ・モシシリを首班とする連立政権が発足した。